# Tom Coupland
Tom Coupland é um engenheiro britânico que atualmente ocupa o cargo de projetista chefe da equipe de Fórmula 1 da Haas.

## Carreira
Coupland estudou na Spalding Grammar School e na Universidade de Bournemouth. Ele ingressou na Fórmula 1 em 2005, quando se tornou engenheiro sênior de projeto composto da equipe Force India. Onde Coupland permaneceu até o ano de 2010, quando ele se transferiu para a nova equipe Lotus, que foi rebatizada para Caterham em 2012, com ele permanecendo na equipe malaia até julho de 2012. Quando Coupland se mudou para a Ferrari, se tornando líder de projeto de design de chassie e, assumindo a função de chefe adjunto de design composto em fevereiro de 2015, ele deixo a equipe italiana em dezembro de 2020.
Em janeiro de 2021, Coupland se transferiu para a equipe Haas como seu novo chefe de design composto. Em fevereiro de 2024, ele foi promovido ao cargo de projetista chefe da equipe estadunidense.